# Stará radnice (Litomyšl)
Stará radnice v Litomyšli na Smetanově náměstí je kulturní památka. Radnice byla původně postavena v roce 1418 a několikrát později přestavována, především po četných požárech, které pustošily město.

## Historie
Před vybudováním radnice se představitelé města scházeli v různých soukromých prostorách. Nakonec nechali v době rozvoje města na hlavním náměstí zbudovat radnici. Kámen (pískovec) pro její výstavbu byl dovezen z Budislavi, cihly potom z nedalekého Janova. Do současné podoby byla přestavěna ve století šestnáctém. Radnici poničily požáry v letech 1769, 1775 a 1814. Po třetím z nich byla zvýšena věž radnice a vybudováno nové zastřešení, dokončené roku 1817. 
V roce 1907 byla radnice opravena, součástí rekonstrukce bylo i přidání orloje, který zhotovila firma Karla Adamce z Čáslavi. Od roku 1965 je budova památkově chráněná.